# Parasphaerichthys
Parasphaerichthys ist eine Gattung kleiner Labyrinthfische (Anabantoidei), die mit zwei Arten in kleinen, schlammigen Gewässern in Myanmar vorkommt.

## Merkmale
Parasphaerichthys-Arten werden 2,5 bis 5 Zentimeter lang und ähneln mit ihrer bräunlichen Farbe den nah verwandten Schokoladenguramis (Sphaerichthys) von der malaiischen Halbinsel und den indonesischen Inseln Sumatra und Borneo. Sie sind jedoch nicht so hochrückig und haben einen eher ovalen Körper. Das kleine Maul ist stark protaktil (vorstülpbar). Der horizontale Ast des Präoperculum ist leicht gesägt. Die Augen sind sehr groß. Im Unterschied zu Sphaerichthys, wo die Kiefer gleich lang sind, ist bei Parasphaerichthys der Unterkiefer länger als der Oberkiefer. Bei Sphaerichthys sind noch Rudimente des Seitenlinienorgans vorhanden, bei Parasphaerichthys fehlt es völlig. Der Ansatz der Bauchflossen liegt bei Parasphaerichthys etwas hinter dem Brustflossenansatz, bei Sphaerichthys ist es umgekehrt. Bei Parasphaerichthys wird die Rückenflosse von 2 bis 4 Hartstrahlen und 4 bis 6 Weichstrahlen gestützt und die lange Afterflosse von 8 bis 13 Hartstrahlen und 11 bis 14 Weichstrahlen, bei Sphaerichthys sind es 8 bis 12 Hartstrahlen und 7 bis 10 Weichstrahlen in der Rückenflosse und 8 bis 10 Hartstrahlen und 18 bis 22 Weichstrahlen in der Afterflosse.

## Arten
Zur Gattung Parasphaerichthys gehören zwei Arten
- Parasphaerichthys lineatus Britz & Kottelat, 2002
- Parasphaerichthys ocellatus Prashad & Mukerji, 1929

## Belege
1. ↑  Prashad, B. und D.D. Mukerji, 1929. The fish of the Indawgyi Lake and the streams of the Myitkyina District (Upper Burma). Records of the Indian Museum (Calcutta) v. 31 (pt 3), Seite 216 u. 217.
2. ↑  Parasphaerichthys auf Fishbase.org (englisch)